# Pau (Sardinien)
Pau ist eine italienische Gemeinde (comune) mit 270 Einwohnern (Stand 31. Dezember 2023) in der Provinz Oristano im Westen Sardiniens. Die Gemeinde liegt etwa 22 Kilometer südöstlich von Oristano am Parco Geominerario Storico ed Ambientale della Sardegna auf dem westlichen Vulkanschild des erloschenen Monte Arci.

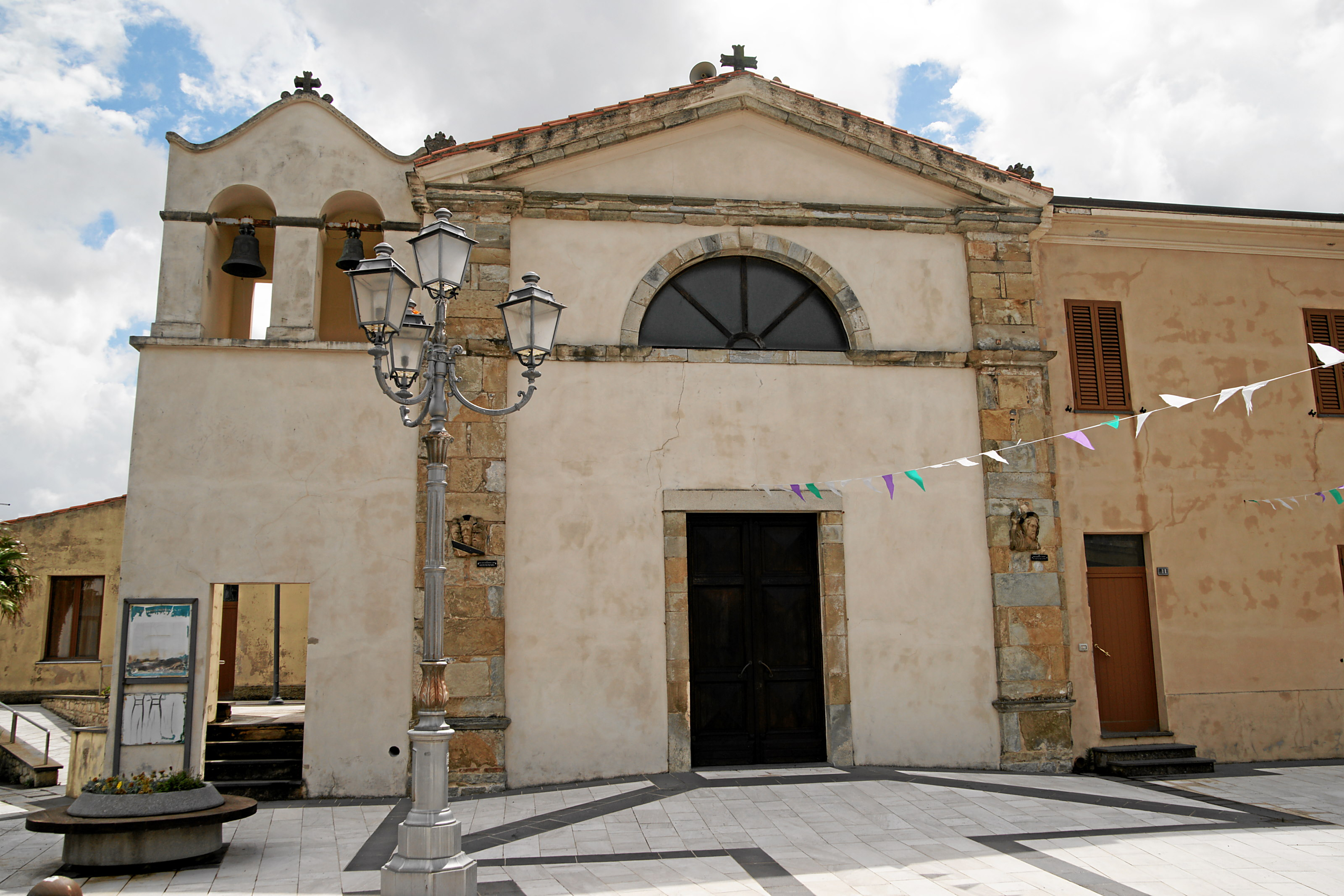
Kirche